# Вівтар Пікколоміні
Вівтар Пікколоміні (італ. Altare Piccolomini) — це архітектурний і скульптурний вівтар у лівій наві Сієнського собору, створений на замовлення кардинала Франческо Тодескіні Пікколоміні як його гробниця. Однак кардинал був обраний папою Пієм III і похований у Ватикані. Вівтар побудував між 1481 і 1485 роками Андреа Бреньо з каррарського мармуру, з доповненнями в наступні десятиліття — серед них статуї для чотирьох ніш, створені між 1501 і 1504 роками італійським скульптором Мікеланджело Буонарроті. На вершині вівтаря знаходиться «Мадонна з немовлям», скульптура роботи (ймовірно) Джованні ді Чекко. Центральна картина із зображенням Мадонни належить Паоло ді Джованні Фей (кінець XIV століття).

## Історія
Кардинал Франческо Тодескіні Пікколоміні, який став Папою Пієм III, мав намір побудувати монументальний вівтар, присвятивши твори мистецтва своєму дядькові Папі Пію II, щоб відзначити політичну та культурну владу його родини, Пікколоміні, у Сієні, а також підготувати місце для власної могили (насправді ж Тодескіні був похований у Ватикані після його обрання папою). На місці, яке вибрав Тодескіні, колись був вівтар для шевців із зображенням Різдва. Шевці погодилися віддати це місце кардиналу за умови, що вони отримають інше місце в соборі. Однак брак вільного місця означав, що шевцям все одно довелося ділити простір із Тодескіні.

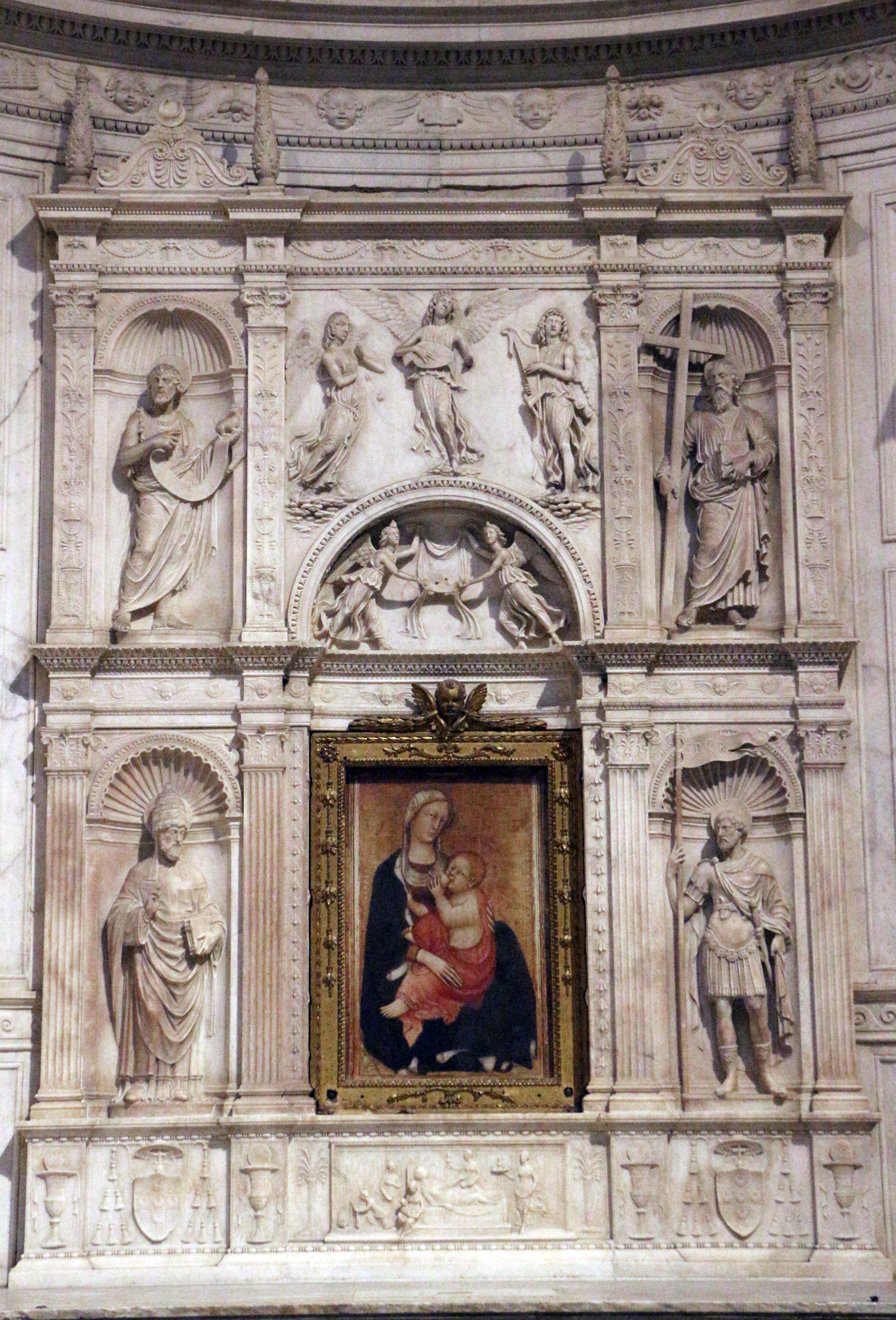
Центральна частина вівтаря

Тодескіні доручив Андреа Бреньо побудувати вівтар. Бреньо працював з 1481 по 1485 рік, про що свідчить напис «OPUS ANDREAE MEDIOLANENSIS MCCCCLXXXV» під центральною нішею, де зараз на вівтарі розташована статуя «Мадонна з немовлям» (італ. Madonna col Bambino). Проте Бреньо не завершив мармуровий вівтар, який мав обрамляти картину «Мадонна смирення» (італ. Madonna dell'umiltà; прибл. 1390 року), і 14 «круглих» статуй, які мали заповнити різні ніші та простори вівтаря. Оригінальний проєкт включав ці елементи, але станом на 1486 рік Бреньо, якому було за 70 років, вже мав проблеми зі здоров'ям. Тому він повернувся до Риму, залишивши вівтар незавершеним. Відтоді лише помічники з його майстерні працювали над центральним мармуровим вівтарем, який мав обрамляти «Мадонну Смирення».
Зважаючи на від'їзд Бреньо, Тодескіні почав шукати скульпторів, які б змогли зробити решту 14 статуй. Зрештою він довірив роботу флорентійцю П'єтро Торріджано. Але той зробив лише статую «Святий Франциск» (італ. San Francesco) у верхній лівій ніші вівтаря. Угоду між Тодескіні та Торріджано розірвали з невідомих причин, що змусило Тодескіні шукати іншого митця.
5 червня 1501 року з молодим Мікеланджело Буонарроті уклали контракт на 15 статуй святих, за заступництва банкіра Якопо Ґаллі. На той час Мікеланджело вже завершив свою ватиканську «П'єту», прийняту з великим захопленням. Як тільки Мікеланджело почав працювати над вівтарем, він почав отримувати інші амбітні пропозиції, першим серед яких було замовлення на гігантського флорентійського «Давида». Через ці пропозиції сієнський вівтар здавався замалим твором для молодого скульптора, тож він працював над ним повільно і лише час від часу. За Сімондзом, історик культури, Мікеланджело можливо доробив статую «Святий Франциск» за П'єтро Торріджано, скільки ж його власного внеску було в інші 14 скульптур — складно сказати. Ні Вазарі, ні Кондіві не згадують про ці роботи Мікеланджело. Лоуренс Дженкенс, професор Орлеанського університету, вважає, що Мікеланджело сам міг ставитися до цих робіт як результатів юності та поспіху.
У 1503 році Тодескіні обрали папою, але він помер уже через 26 днів. Його спадкоємці (Якопо та Андреа Пікколоміні) переконали Мікеланджело, про що засвідчує новий контракт від 15 вересня 1504 року, завершити ті чотири статуї, які знаходяться в нижніх нішах з боків, за допомогою помічників. Незважаючи на неодноразові прохання родини Пікколоміні, вони не завершили інші задумані статуї. 1537 року Антон Марія Пікколоміні вважав себе кредитором Мікеланджело, адже той отримав передоплату за роботу у розмірі сотні крон. Урешті-решт архієпископ Сієни Франческо Бандіні Пікколоміні анулював договір у 1530-х роках. Відтоді Пікколоміні втратили інтерес до вівтаря, який з тих пір так і залишився незавершеним.
Наприкінці XVIII століття статую «Мадонни з немовлям» помістили в центральну нішу вівтаря. Ця статуя донедавна вважалася роботою молодого Якопо делла Кверча, але тепер критики приписують її Джованні ді Чекко. Статую перемістили з вівтаря святого Томи Аквінського, а, до того вона була на вівтарі святого Якова (італ. San Jacobo Interciso) — обидва вівтарі в Сієнському соборі. Вівтар Пікколоміні відреставрували 2008 року.

## Опис
Архітектурна конструкція вівтаря була натхненна вівтарем Бреньо в римській церкві Санта-Марія-дель-Пополо, який мав велику нішу, що містила справжній вівтар, оточений тріумфальною аркою. Барельєфне оформлення містить такі мотиви, як фестони, гірлянди, роги достатку, вази, пальми, канделябри, крилаті голови, дельфіни та тризуби тощо. Прикраси також включають численні півмісяці, які також є на гербі Пікколоміні. Оздоблення верхніх рівнів виконані з меншою ретельністю, ніж на нижніх рівнях.
З боків, над гербом замовника, є подвійний регістр, що складається з ніш, обрамлених лізеною, які містять статуї. Дві подібні ніші знаходяться також на карнизі вівтаря, а більша центральна ніша з тимпаном містить статую «Мадонни з немовлям» роботи Джованні ді Чекко. «Мадонна з немовлям» старша за вівтар більш ніж на сто років.
Спочатку тут мало бути 14 статуй, які представляли всіх святих, дорогих замовникам, родині Пікколоміні та містові Сієна. За проєктом мало бутти шість статуй у бічних нішах, три в центральній ніші (де зараз «Мадонна з немовлям»), два на бічних постаментах над карнизом і три на трьох постаментах над тимпаном. Однак вони так і не були завершені.
Завершені статуї, розміщені внизу та ліворуч:
- «Святий Петро» роботи Мікеланджело
- «Святий Августин» роботи Мікеланджело (пізніше модифікований, щоб представляти «Святого Пія I»)
- «Святий Франциск» П'єтро Торріджані, можливо, змінений і дороблений Мікеланджело[2]

Праворуч і на нижньому рівні є:
- «Святий Павло» роботи Мікеланджело
- «Святий Григорій I» роботи Мікеланджело

Центральна вівтарна картина з Дівою Марією була написана прибл. 1390 року Паоло ді Джованні Фей. Її мармурова рама привернула менше уваги мистецтвознавців, оскільки вважається, що вона була просто створена в майстерні Андреа Бреньо.

## Виноски
1. 1 2 3 4 5 6 7  Caglioti, Francesco (2009). Le sculture del duomo di Siena (італ.). Silvana Editoriale. с. 174—181.
2. 1 2 3 4 5 6  Symonds, vol.1, 1925, с. 88.
3. ↑  Symonds, vol.1, 1925, с. 86—87.
4. ↑  Lawrence Jenkens (англ.) . www.finearts.uno.edu. Архів оригіналу за 22 липня 2013. Процитовано 24 червня 2012.
5. ↑  A. Lawrence Jenkens. Michelangelo, the Piccolomini and Cardinal Francesco's chapel in Siena Cathedral // The Burlington Magazine. — 2002. — Т. 144, вип. 1197 (грудень). — С. 752. (англ.)